# Cool Spot
Cool Spot è un videogioco a piattaforme realizzato e pubblicato da Virgin Interactive. Il gioco, che vede protagonista una versione antropomorfizzata del logo della bibita 7 Up, è stato realizzato inizialmente per Mega Drive da David Perry; in seguito è stato portato su altre console come Sega Master System, Game Gear, Super Nintendo e Game Boy, oltre che su sistemi Amiga e MS-DOS. Le musiche sono state composte da Tommy Tallarico.

## Modalità di gioco
Il personaggio Cool Spot ha la forma di un disco rosso con gli occhiali da sole, dotato di mani e gambe. Dovremo guidarlo nei vari livelli prima dello scadere del tempo, raccogliendo omonimi dischi rossi o altri simboli; questi faranno aumentare una percentuale che, raggiunta una certa somma, ci permetterà di terminare il livello liberando un nostro simile rinchiuso in una gabbia; raggiungendo una percentuale di raccolta maggiore ci permetterà di raggiungere un livello bonus. Raggiunto il livello bonus si guadagnerà un punto vita.
Nel livello bonus il protagonista è rinchiuso in un'enorme bottiglia di 7up e l'obiettivo è riuscire a recuperare una lettera, che per ogni livello bonus comporrà la parola "virgin" (in altre versioni la parola è "uncola"), se nello stesso livello bonus, prima dello scadere del tempo, si raccolgono tutti i dischi rossi, si guadagnerà un ulteriore punto vita. Nel caso vengano esauriti tutti i punti vita il gioco finisce.
La prima ambientazione coincide con l'intro del gioco, nel quale Cool Spot fa surfing su una bottiglia di 7up.

## Differenze regionali
Nelle versioni europee del gioco, i riferimenti alla bibita sono stati rimossi: ad esempio, nella introduzione delle versioni NTSC, il protagonista fa surf utilizzando una bottiglia di "7 Up"; nelle versioni PAL su una generica bottiglia di soda. Anche alcuni power-up riflettono questi cambi.

## Accoglienza
Cool Spot è stato lodato in particolare per le animazioni molto fluide e, in generale, per l'ottima realizzazione tecnica.

## Titoli correlati
Nel 1995 è stato pubblicato un sequel dal titolo Spot Goes To Hollywood, dotato di visuale isometrica. Nel 1990 è stato pubblicato un videogioco rompicapo intitolato semplicemente Spot, per diverse console e computer, e nel 1993 Spot: The Cool Adventure solo per Game Boy.